# Man Out of Time

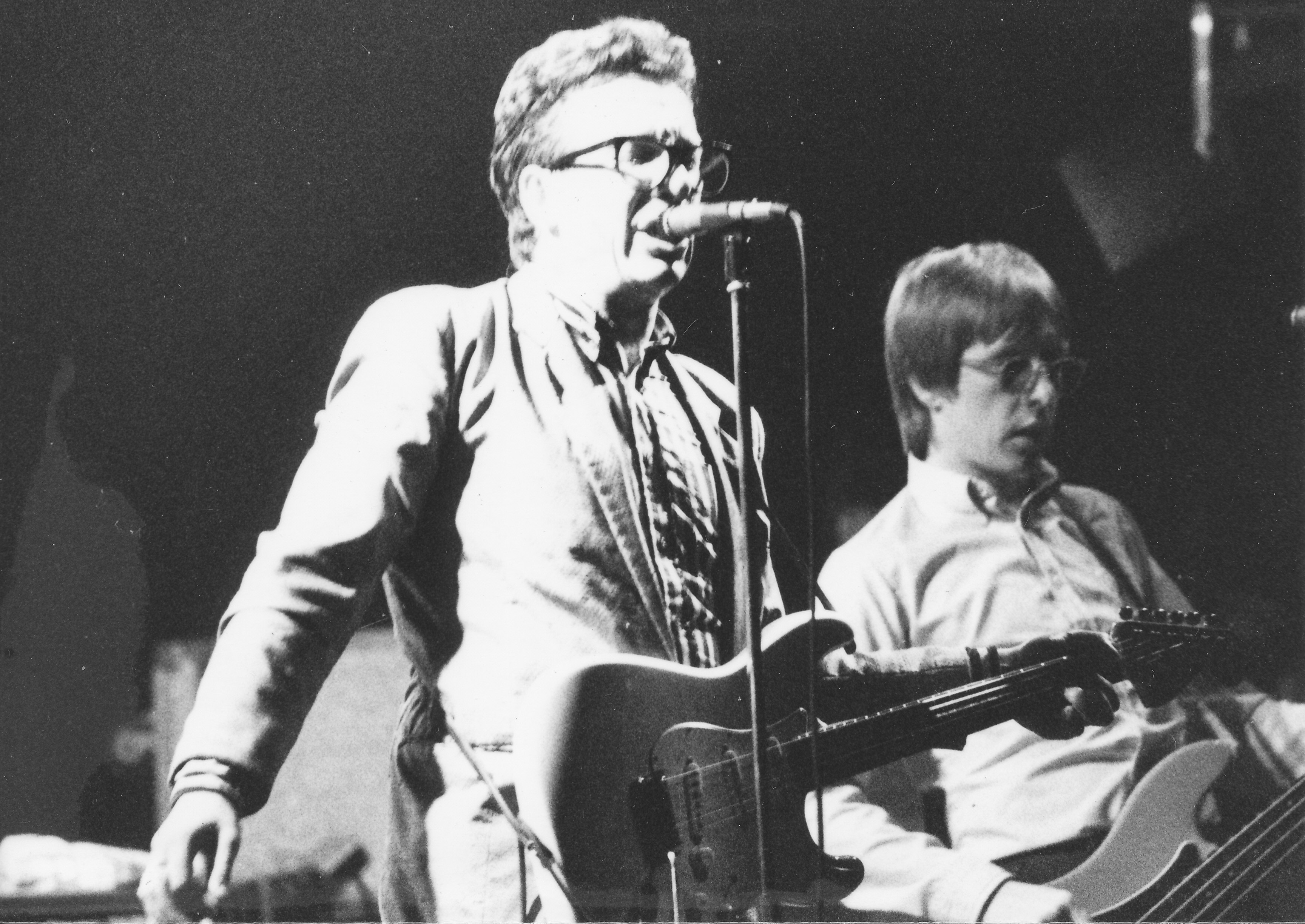
Elvis Costello (1980)

Man Out of Time ist ein Song, der 1982 von Elvis Costello auf dem Album Imperial Bedroom veröffentlicht wurde. Der langsame Song war eine bewusste Abkehr vom aggressiveren Stil Costellos früheren Aufnahmen.
Das Lied wurde als zweite Single des Albums veröffentlicht und erreichte in Großbritannien Platz 58. Das Lied wurde von Kritikern gelobt, von denen einige den Titel als Costellos größtes Lied bezeichnen.

## Hintergrund
Als Costello 1982 in einem Tourbus in Schweden unterwegs war, fand er die zentrale Textzeile des Songs „Aber wirst du immer noch einen Mann lieben, der keine Zeit mehr hat?“. Den Rest des Songs schrieb er in einem schottischen Hotel während derselben Tour. Der Text handelt von einem Minister, der sich vor einem Sexskandal versteckt.
Costello sagte 2011 zu dem Song:

„Viele Songs handeln von einer Art Ekel vor dem eigenen Ich. Es gab eine Menge Dinge, mit denen ich in dieser Zeit nicht sehr glücklich war. Ich wollte Songs, die die Welt in die Luft jagen. Ich hatte verrückte Ambitionen. Nicht verrückt im Sinne von "Ehrgeiz, berühmt zu werden". Das wollte ich nie. Das ergab sich einfach zufällig aus dem Ganzen. Aber irgendwie schaut man sich selbst an und ist nicht zufrieden mit dem, was man sieht. Ich wollte kein selbst-bezogenes Lied schreiben, also habe ich es in das Gewand politischer Intrigen gekleidet und in das, was zu dieser Zeit in der Welt vor sich ging. Damals gab es einen berühmten politischen Skandal in England. Das alles wurde irgendwie in den Song eingewickelt. Manchmal hat ein Song eine persönliche Bedeutung und eine öffentliche Bedeutung. "Man Out of Time" ist so eines.“

In einem Interview mit der New York Times erklärte Costello 1982:

„Ich neige dazu zu denken, es gibt eine Menge von Dekadenz und moralische Schwäche unter den Menschen in Positionen der Macht. Traditionell ist die Aristokratie in England dekadent und unmoralisch gewesen. Es gibt immer eine Menge Intrigen, Regierungsskandale, wie die Profumo-Affäre. Keiner meiner Songs handelt buchstäblich von diesem oder einem anderen bestimmten Ereignis, aber einige haben diesen Beigeschmack. Die persönlicheren Songs sind entweder imaginäre Szenarien, Beobachtungen anderer Leute oder Beobachtungen von mir selbst. Die meisten der wirklich bissigen Songs, die ich geschrieben habe, waren Beobachtungen über mich selbst.“

Das Lied auch 1994 auf der Kompilation The Very Best of Elvis Costello and the Attractions.

## Aufnahme
Im Gegensatz zu vielen früheren Singles von Costello hat Man Out of Time ein langsameres Tempo. Abgesehen vom lauten Anfang und Ende ist der Song laut Rick Anderson bei AllMusic „üppig und herzerweichend hübsch“.  Costello trieb seine Band The Attractions zunächst an, den Song aggressiv zu spielen; Teile dieses ersten Arrangements wurden von Produzent Geoff Emerick nur am Anfang und Ende des Songs verwendet. Der Großteil des Songs stammte aus einer Aufnahme, die Costello später benannte als „unter den besten bezeichnete, die die Attraktionen und ich jemals in einer einzigen Aufnahme gefangen haben“.
Emericks Verwendung eines Kompressors bei der Aufnahme führte dazu, was Costello als „das Gefühl, dass sich die Musik gegen ein unerträgliches Gewicht wehrt“ bezeichnete.  Costello erinnerte sich:

„Ursprünglich war es ein sehr schnelles, aggressives Lied. Diesen Fehler hatte ich schon mehrmals gemacht. Zur Zeit von Imperial Bedroom habe ich mich damit abgefunden, dass ich die Kraft bestimmter Songs diesem verrückten Streben nach Tempo geopfert habe. Alles musste kraftvoll vorgetragen werden. Ich weiß nicht, ob es nur ein natürlicher Prozess war oder buchstäblich eine kumulative Erschöpfung von sehr intensiven Jahren. Man Out of Time ist das einzige Mal, dass ich sagte: "Nein, hör auf. Lasst uns das im richtigen Tempo spielen." Und wir entschieden uns für diesen größeren, offeneren Sound. Ich denke, es ist eine wirklich gute Aufnahme.“

## Rezeption
Man Out of Time wurde von der Kritik gelobt und vom NME als zehntbester Song des Jahres 1982 eingestuft. Rick Anderson beschrieb den Song als „einen Song, der tief auf einer emotionalen Ebene mitschwingt, unabhängig von seiner wörtlichen Bedeutung.“
Jim Beviglia von American Songwriter bezeichnete den Song als Costellos besten, lobte die Leistung der Attractions als „exquisit“ und lobte die lyrische „Brillanz“ des Songs, indem er feststellte: „Nur wenige von uns waren in einen öffentlichen Skandal verwickelt, aber die verzweifelten Emotionen des Songs sind für alle erkennbar.“ Dave Lifton von Ultimate Classic Rock bezeichnete den Song ebenfalls als den besten Elvis Costello-Song und lobte sein „üppiges Arrangement, in dem die Attractions ihr bestes Spiel zeigen“. Jeremy Allen von The Guardian nannte den Song einen der zehn besten Elvis Costello-Songs, nannte das Stück das „Herzstück“ von Imperial Bedroom und stellte fest: „Costello übertreibt es manchmal und versucht, zu viel in einem Song unterzubringen, aber hier irgendwie nicht“. Martin Chilton vom Daily Telegraph setzte den Song auf Platz vier seiner Top-40-Liste der besten Costello-Songs. Vincent Arrieta vom Dallas Observer nannte den Song als einen von Costellos zehn besten Deep Cuts und nannte den Track „das Herzstück von Elvis Costellos wohl bester Platte“.